# Hogna tlaxcalana
Hogna tlaxcalana este o specie de păianjeni din genul Hogna, familia Lycosidae. A fost descrisă pentru prima dată de Willis J. Gertsch și Davis, 1940. Conform Catalogue of Life specia Hogna tlaxcalana nu are subspecii cunoscute.